# スロベニア鉄道813/814形気動車
スロベニア鉄道813/814形気動車（スロベニアてつどう813/814がたきどうしゃ、スロベニア語: SŽ serija 813/814）は、スロベニアの国有鉄道であるスロベニア鉄道が所有する車両。ユーゴスラビア鉄道時代に導入された機械式気動車である。

## 概要
1950年代後半から1960年代後半にかけて導入されたレールバス（812/818形）、通称「シノバス（Šinobus）」に代わる非電化区間用車両として導入された気動車。イタリア国鉄向けに製造されたALn 668形気動車を基に、イタリアのフィアットとユーゴスラビア（現：スロベニア）のTVTボリス・キドリッチ（TVT Boris Kidrič Maribor）によって生産が実施された。フィアット製の6気筒ディーゼルエンジンを2基搭載した動力車の813形と、動力が存在しない制御車の814形による2両編成が組まれており、エンジンを2基搭載する事により冗長性が確保されている。双方の車体の前面には製造当初貫通路が存在しており、複数の編成を連結時に往来が可能な設計となっていた。動力伝達には歯車を用いた「機械式」と呼ばれる方式が採用されたが、加速度が他形式の気動車と比べて遅いという短所を抱えていた。

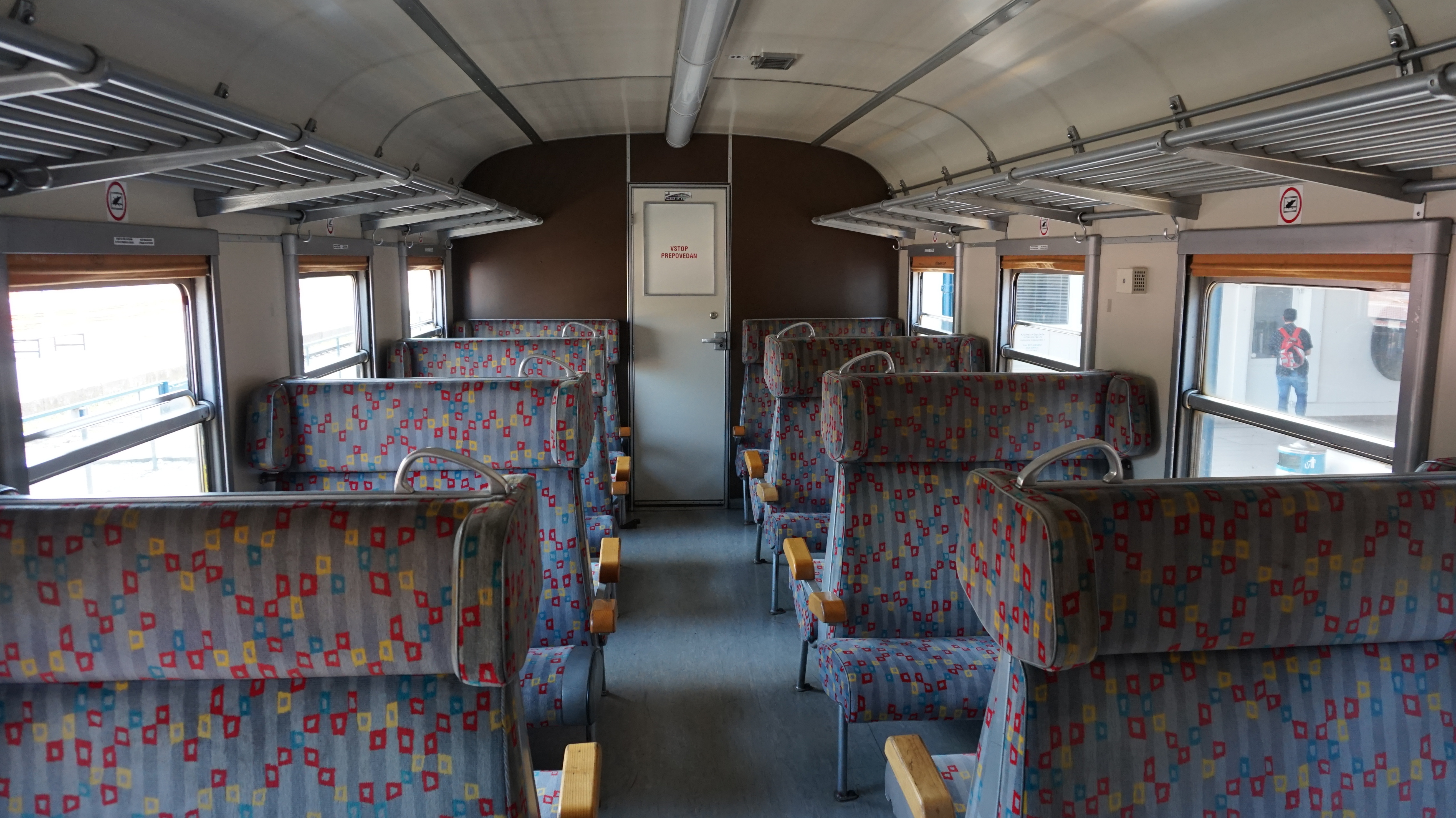
車内（100番台）
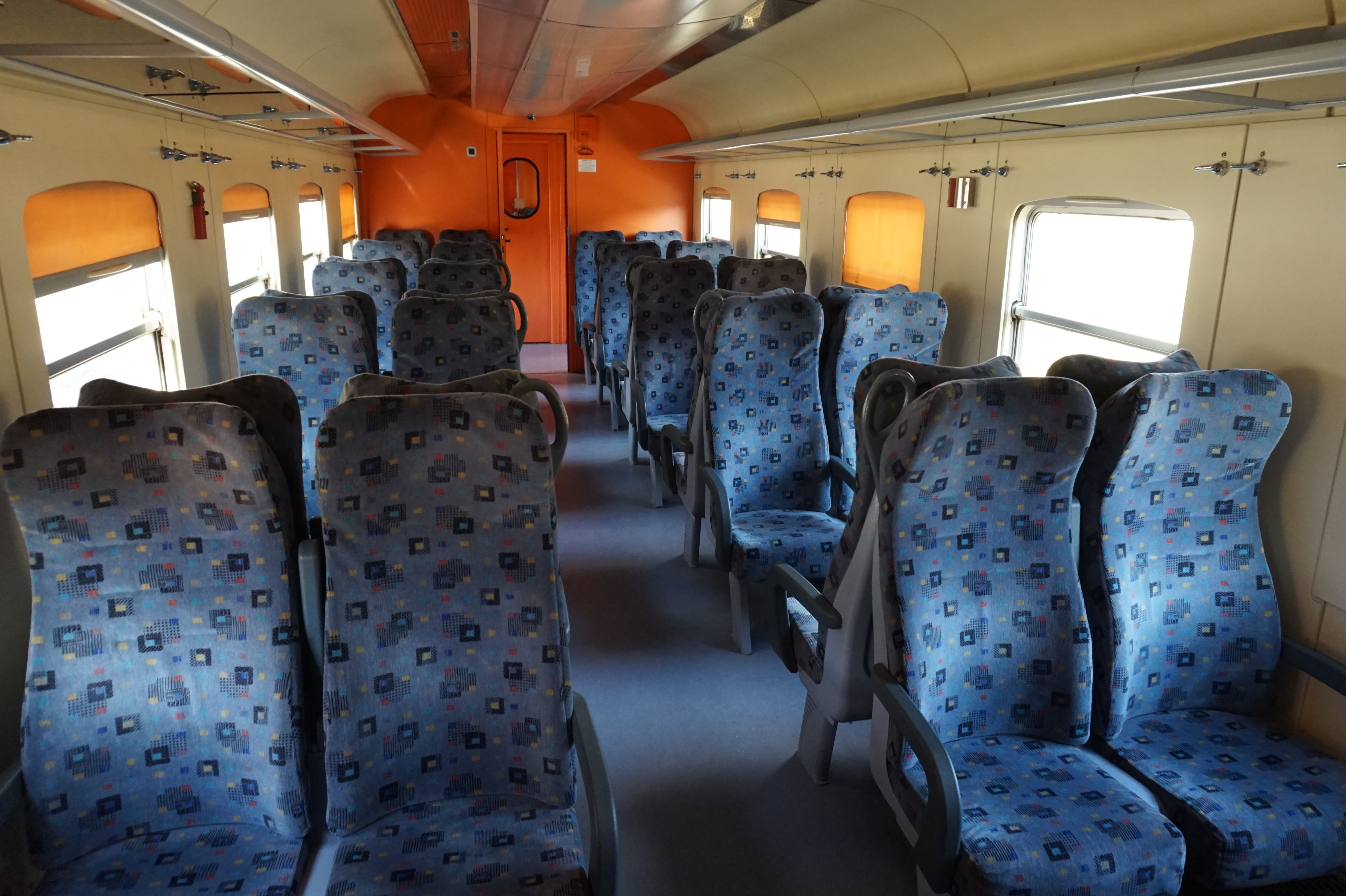
車内（100番台、近代化施工車）
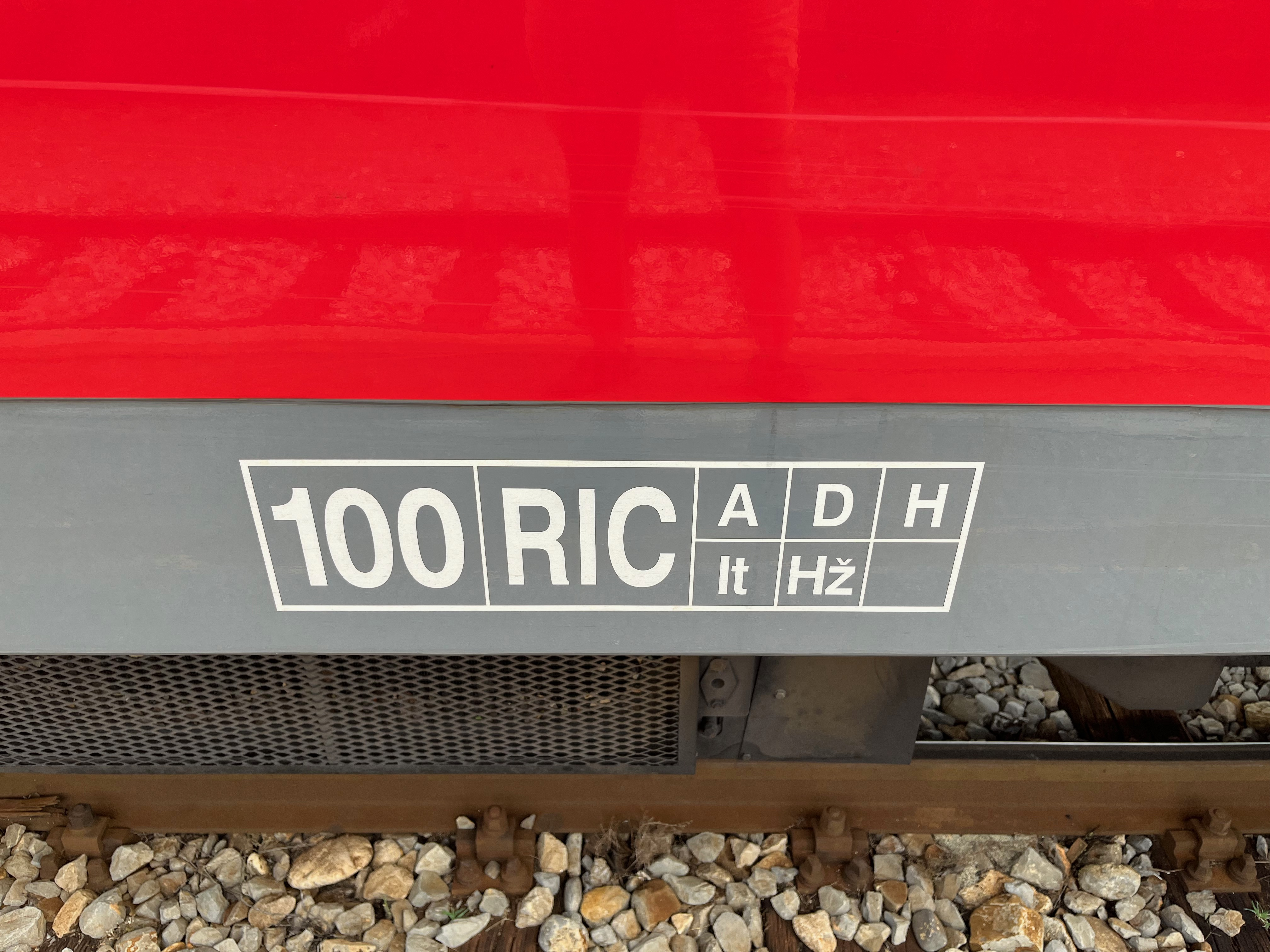
車体の最高速度表記

1973年から1976年にかけて合計48編成（001 - 048）が製造され、当時のユーゴスラビア各地の非電化区間に投入された。その後、車体の劣化が深刻化した事を受け、1988年以降ユーゴスラビア解体を経た2002年まで、合計31編成に対してTVTボリス・キドリッチの工場で大規模な更新工事が施工された。その工程の中には車体更新も含まれており、713/715形気動車を基にした非貫通の前面形状を有する車体への交換が行われた。車両番号についても100番台（101 - 131）に改められている。更に1991年以降、一部の車両に対して客席への冷房の設置、内装の改良、ディーゼルエンジンの交換といった改良工事が実施されている他、2011年にもスロベニア鉄道による大規模な近代化工事が行われている。
スロベニア鉄道成立後も各地の非電化区間で使用されたが、路線の電化に加えて製造から50年以上が経過している車両も存在している事から、2021年時点で廃車が進められている。

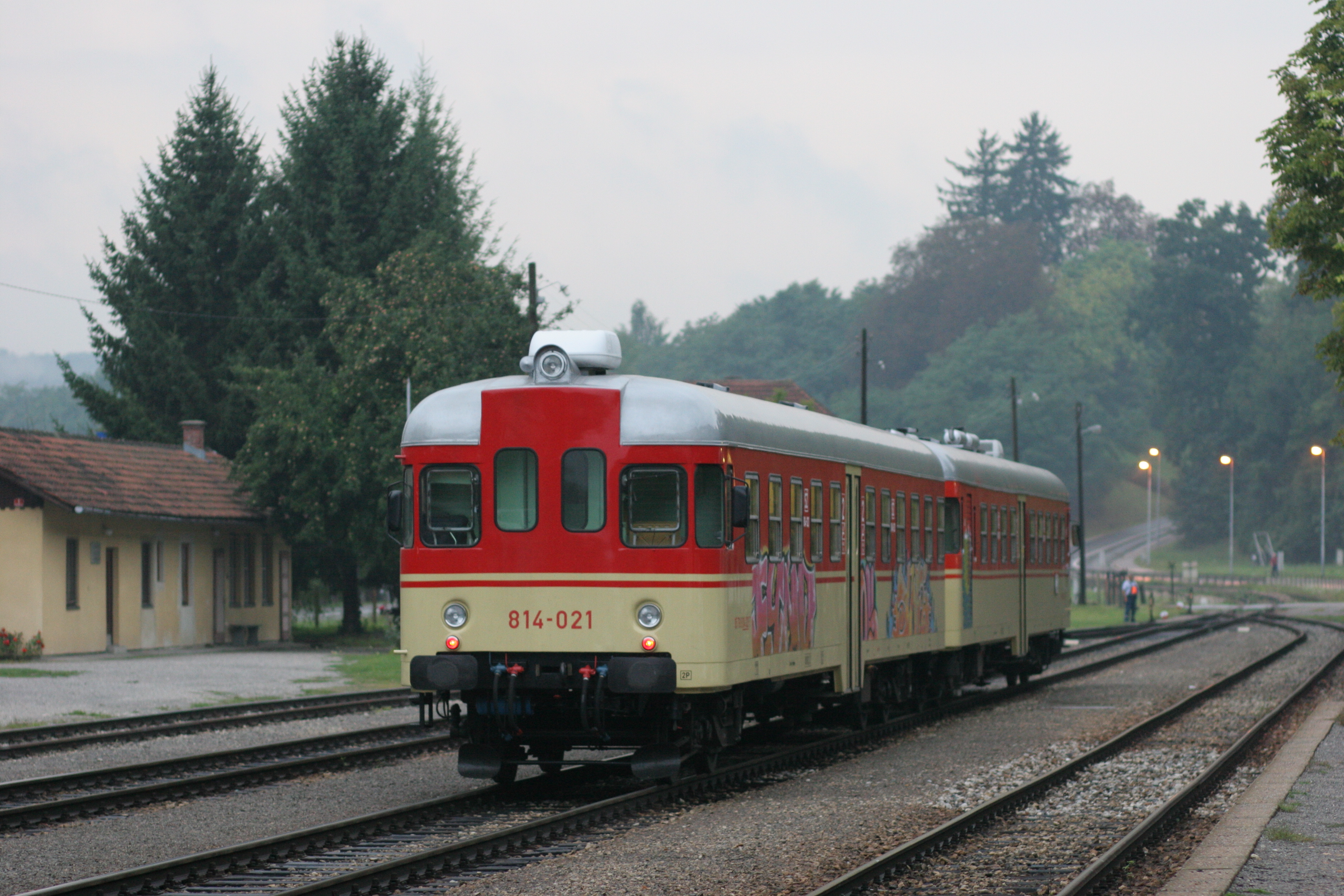
0番台（2007年撮影）
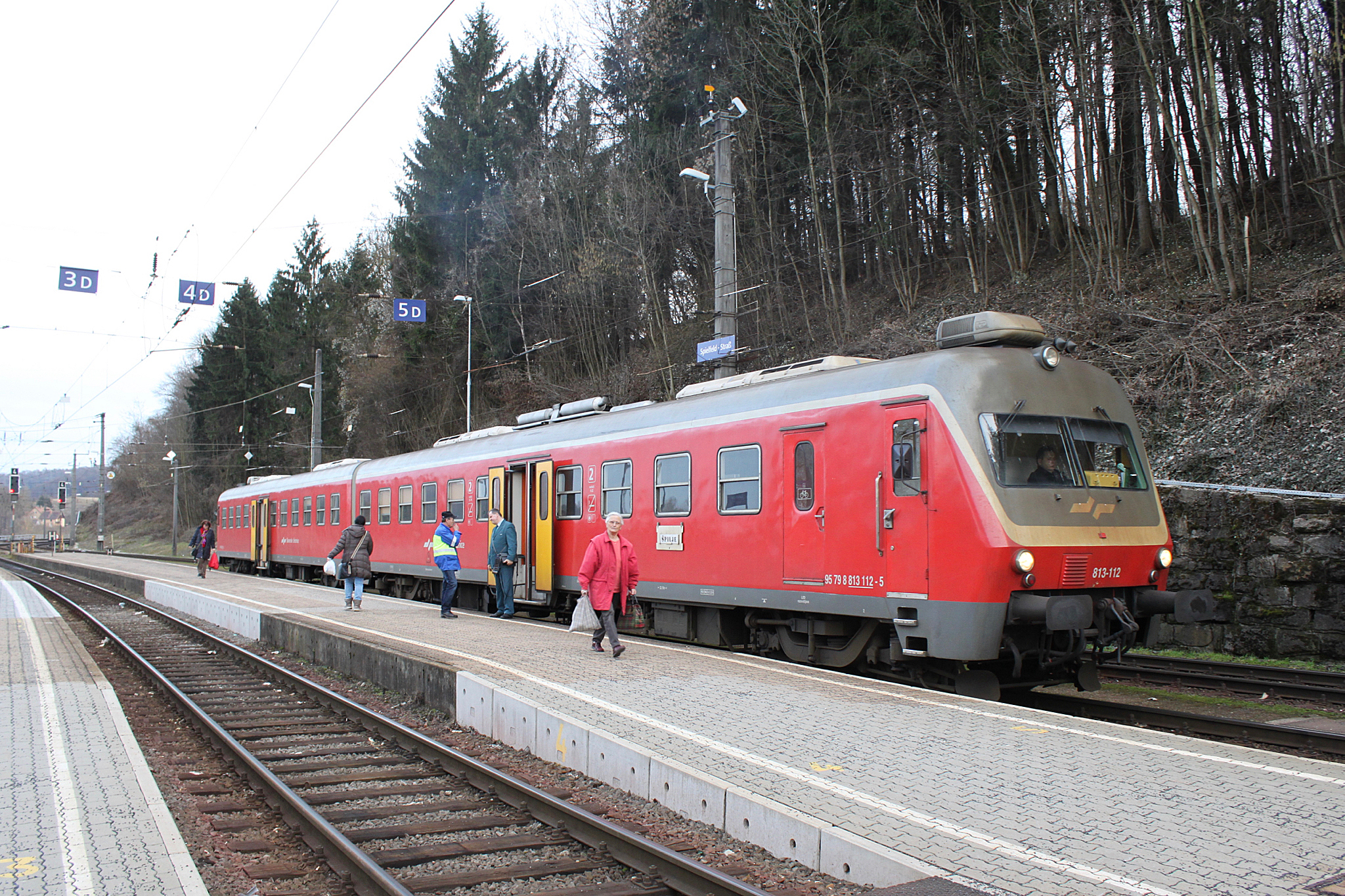
100番台（2006年撮影）
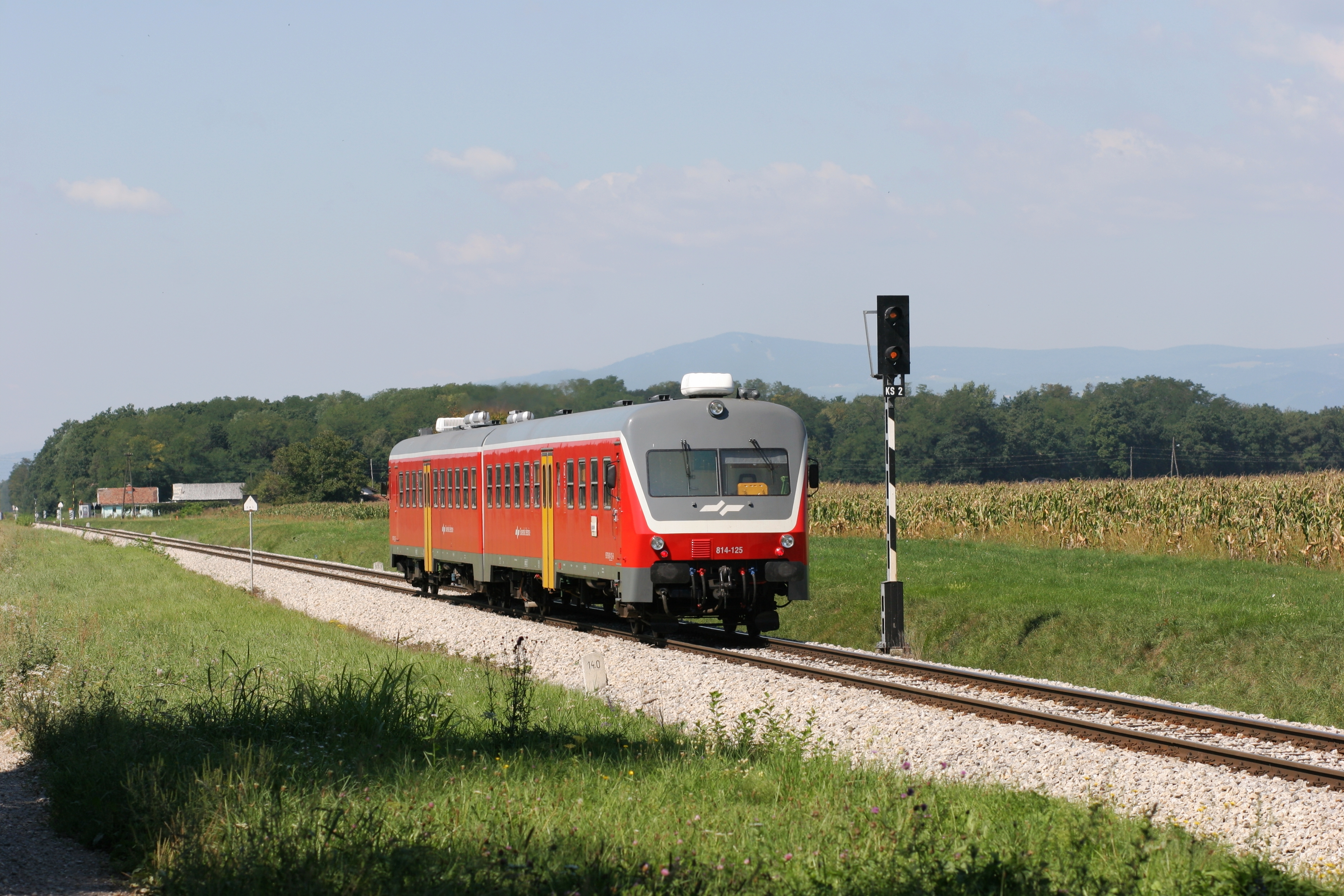
100番台（2007年撮影）
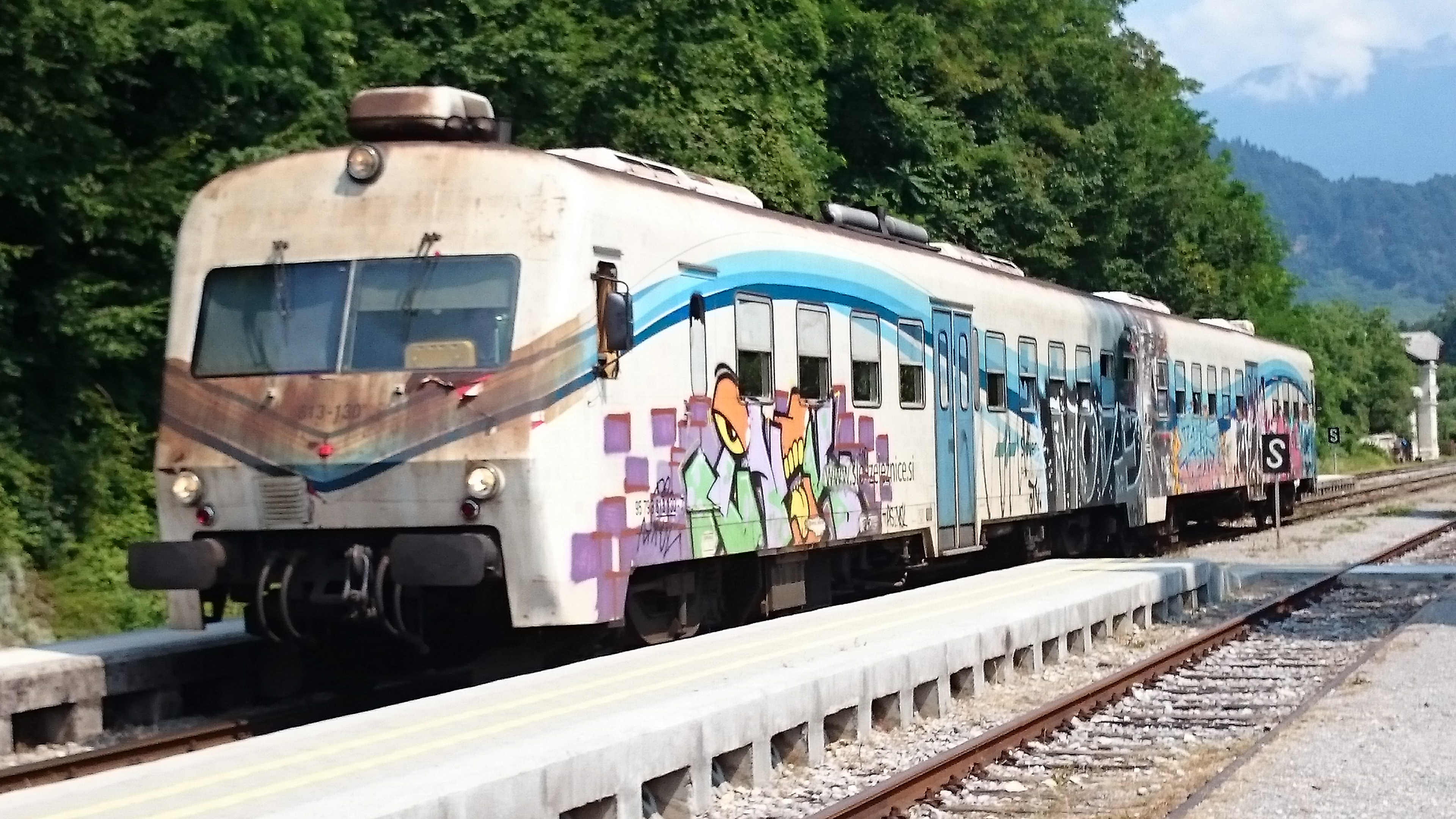
2011年に近代化工事が実施された100番台（130編成）（2015年撮影）